# 1909 en Espagne
Cet article présente les faits marquants de l'année 1909 en Espagne.

## Décès
- 25 mars : Ruperto Chapí, compositeur espagnol, essentiellement de zarzuelas (° 27 mars 1851).
- 18 mai : Isaac Albéniz, pianiste et compositeur espagnol (° 29 mai 1860).
- 15 décembre : Francisco Tárrega, guitariste et un compositeur espagnol (° 21 novembre 1852).
- 16 décembre : Marquis de Alta Villa, écrivain, avocat, musicien, musicologue, journaliste, escrimeur, tireur sportif et éditeur de presse espagnol (° 28 avril 1845).